# Thank youじゃん!
「Thank youじゃん!」（サンキューじゃん）は、Kis-My-Ft2の12作目のシングル。2014年12月24日にavex traxから発売された。CDは初回生産限定盤2種、通常盤、キスマイSHOP盤7形態、セブン&アイ盤の計5種11形態で販売。また12月10日にdwango.jpで先行配信されている。

## 制作
作詞は鈴木おさむ、作曲は多田慎也。両者はジャニーズ事務所のアーティストの作品を過去複数手がけているが、Kis-My-Ft2としては初めて関わることとなる。アレンジは前々作シングル以来となる鈴木雅也。
「年末に今年の感謝を伝える曲を」と作詞の注文を受けた鈴木おさむは、他の作詞家にない自分らしい詞を書こうと、Kis-My-Ft2の冠番組『キスマイBUSAIKU!?』にちなんだ「ランキング」や2014年の流行語である「壁ドン」を歌詞に含めた。また本作の歌詞は鈴木の妻への愛や感謝も表しているという。
レコーディングの様子は本作のセブン&アイ盤付属のDVDに収録されている。
MVの撮影は2014年のライブツアー『Kis-My-Journey』最終日翌日に20時間かけて撮影された。発売日のクリスマスイブにちなんだサンタクロースの衣装や七福神の姿に扮して、翌2015年の未年にちなんだ「羊」や「じゃんけん」をモチーフにしたダンスを踊る。振付けはラッキィ池田。また初回生産限定盤A/Bに収録されるMVのうちB盤に収録される「マルチアングルMUSIC VIDEO」では、全9シーンで好みの8アングルを選択して1億3421万7728通りの組み合わせが視聴可能となる。

## プロモーション
本作の発売はライブツアー『Kis-My-Journey』の11月7日東京ドーム公演中に発表された。CDは初回生産限定盤2種、通常盤、キスマイSHOP盤7形態、セブン&アイ盤の計5種11形態で発売され、店頭購入特典として全国の店舗で抽選会が開催された。
CD発売日である12月24日に、Kis-My-Ft2メンバーが3組に分かれて日本縦断イベントを行った。玉森・宮田は仙台と札幌（サッポロファクトリー）、北山・二階堂・千賀は神戸と長崎（ハウステンボス）、藤ヶ谷・横尾は愛知（中部国際空港セントレア）・沖縄（サンエー那覇メインプレイス）で、ラジオなどメディア出演やハイタッチ会を行った。CD発売にともなう全国イベントは自身初。なおこの模様は13thシングルCD『Kiss魂』〈セブン&アイ盤〉付属のDVDに収録されている。
またCD発売発表と同時に発表されたイベント『新春Kis-My-福袋〜今年もよろしく Thank youじゃん！〜』の招待券が通常盤に収録された。2015年1月5日から8日まで4日間11公演を横浜アリーナで行ったイベントの模様は、DVD『2015 CONCERT TOUR 『KIS-MY-WORLD』』〈通常盤〉にダイジェストで収録された。

## チャート成績
2015年1月5・12日付のBillboard JAPAN Hot100にて、「Thank youじゃん!」はCD売上げで他を引き離して1位を獲得した。同1月5日付の週間オリコンシングルランキングによると、『Thank youじゃん!』は初登場週間1位を獲得した。デビューから12作連続、5年連続の首位となる。また自身最高の初週売上を記録した。2015年のオリコン年間シングルランキングでは推定47.5万枚を累積で売上げて13位となった。

### CD売り上げ枚数
1週目：435739枚（週間1位）

2週目：16775枚（週間2位）

年間：475048枚（年間13位 (2015年)）

## 評価
さやわかはReal Soundのコラム『チャート一刀両断』で本作の売上げを分析し、自身最高記録を更新した最大の要因は、前作までと商品構成を大きく変えて11形態で発売されたことだと述べた。一方で曲自体についてもこれまでの作品との変化を挙げ、アイドルグループへの曲提供が多い多田慎也の作曲がリスナーに受け入れられたこと、鈴木雅也の「メロディアスな要素を立てつつドラマティックに仕立てる」アレンジが作曲とマッチした点を評価している。
矢野利裕はReal Soundで、「うねるベースラインと跳ねるピアノ」が印象的なダンスミュージックであり、「歌詞の俗っぽさとシンプルなメロディ」が歌謡曲らしさを支えていると評した。

## 収録曲

### CD

#### 通常盤・初回生産限定盤A/B
※「Holy night with you」以降、通常盤のみ収録。
1. Thank youじゃん!［4:46］
作詞：鈴木おさむ、作曲：多田慎也、編曲：鈴木雅也
DVD/Blu-ray「LIVE TOUR 2019 FREE HUGS!」通常盤特典スペシャルエディットCDには、吹奏楽アレンジバージョンが収録されている。
2. 君にあえるから［4:51］
作詞：KOMU、作曲：イワツボコーダイ、編曲：久保田真悟，栗原暁
  - Kis-My-Ft2出演 興和「ぬくぬく当番」CMソング
3. Holy night with you［4:30］
作詞：川口進、作曲：Fredrik "Figge" Bostrom、川口進，Shu Kanematsu、編曲：Shu Kanematsu
4. Christmas Kiss［4:46］
作詞・作曲・編曲: 久保田真悟、栗原暁

#### セブン&アイ盤・キスマイSHOP盤
1. Thank youじゃん!
2. 君にあえるから
3. Holy night with you
4. Thank youじゃん! -Happy Winter ver.-［4:46］
編曲：鈴木雅也
  - 表題曲のアレンジバージョン

### DVD

#### 初回生産限定盤A
1. Thank youじゃん!〈MUSIC VIDEO〉
2. メンバーが教える!! 振り付け映像＋「Thank youじゃん!」企画

#### 初回生産限定盤B
1. Thank youじゃん! マルチアングルMUSIC VIDEO
2. Thank youじゃん! MUSIC VIDEO & ジャケット撮影メイキングドキュメント

#### セブン&アイ盤
1. セブン-イレブン・ジャパン「Kis-My-Ft2 キャンペーン」CM メイキング映像
2. Thank youじゃん! レコーディング密着映像（ナレーション：玉森裕太）

### AR映像
※キスマイSHOP盤のみ
- メンバーソロメッセージ映像
  - 胸キュン!?ツンデレ!? メンバーがクリスマスの夜に1分間だけあなたの家にやってくる!?
  - メンバーからのThank youじゃん！

映像は各メンバー1種類。

### 特典

#### 通常盤
- シリアルコード封入 - 抽選で2015/1/5 - 1/8に行われた新春イベント｢新春Kis-My-福袋｣招待
- 28Pフォトブックレット

#### キスマイSHOP盤
※各メンバーごとに7形態。
- ソロピクチャーレーベル
- オリジナルソロクリアファイル（A5サイズ）

## 収録作品
| 楽曲タイトル        | 収録                                 | 収録                                                                    |
| ------------------- | ------------------------------------ | ----------------------------------------------------------------------- |
| Thank youじゃん!    | CDシングル                           | 『Thank youじゃん!』                                                    |
| Thank youじゃん!    | ミュージック・ビデオ                 | 『Thank youじゃん!』〈初回生産限定盤A〉                                 |
| Thank youじゃん!    | マルチアングル・ミュージック・ビデオ | 『Thank youじゃん!』〈初回生産限定盤B〉                                 |
| Thank youじゃん!    | CDアルバム                           | 『KIS-MY-WORLD』                                                        |
| Thank youじゃん!    | ライブ映像                           | 『2015 CONCERT TOUR 『KIS-MY-WORLD』』                                  |
| Thank youじゃん!    | CDアルバム                           | 『I SCREAM』〈通常盤〉                                                  |
| Thank youじゃん!    | ライブ映像                           | 『CONCERT TOUR 2016 I SCREAM』                                          |
| Thank youじゃん!    | ライブ映像                           | 『LIVE TOUR 2017 MUSIC COLOSSEUM』                                      |
| Thank youじゃん!    | ライブ映像                           | 『LIVE TOUR 2018 Yummy!! you&me』                                       |
| Thank youじゃん!    | CD （スペシャルエディット）          | 『LIVE TOUR 2018 Yummy!! you&me』〈初回盤〉                             |
| Thank youじゃん!    | ライブ映像                           | 『君を大好きだ』〈EXTRA盤〉 （LIVE TOUR 2018 YOU&ME Extra Yummy!!）     |
| Thank youじゃん!    | ライブ映像                           | 『LIVE TOUR 2019 FREE HUGS!』                                           |
| Thank youじゃん!    | CD （スペシャルエディット）          | 『LIVE TOUR 2019 FREE HUGS!』〈通常盤〉                                 |
| Thank youじゃん!    | CDアルバム                           | 『BEST of Kis-My-Ft2』                                                  |
| Thank youじゃん!    | ミュージック・ビデオ                 | 『BEST of Kis-My-Ft2』〈初回盤A〉                                       |
| Thank youじゃん!    | ライブ映像                           | 『LIVE TOUR 2021 HOME』                                                 |
| Thank youじゃん!    | ライブ映像                           | 『Two as One』〈ファンクラブ限定盤〉 （Kis-My-Ftに逢えるde Show 2022）  |
| Thank youじゃん!    | ライブ映像                           | 『Kis-My-Ftに逢えるde Show 2022 in DOME』                               |
| Thank youじゃん!    | ライブ映像                           | 『For dear life』                                                       |
| Thank youじゃん!    | ライブ映像                           | 『Kis-My-Ft2 Dome Tour 2024 Synopsis』                                  |
| 君にあえるから      | CDシングル                           | 『Thank youじゃん!』                                                    |
| 君にあえるから      | CDアルバム                           | 『KIS-MY-WORLD』                                                        |
| 君にあえるから      | ライブ映像                           | 『2015 CONCERT TOUR 『KIS-MY-WORLD』』                                  |
| Holy night with you | CDシングル                           | 『Thank youじゃん!』〈通常盤〉・〈セブン & アイ盤〉・〈キスマイSHOP盤〉 |
| Holy night with you | ライブ映像                           | 『君を大好きだ』〈EXTRA盤〉 （LIVE TOUR 2018 YOU&ME Extra Yummy!!）     |
| Christmas Kiss      | CDシングル                           | 『Thank youじゃん!』〈通常盤〉                                          |